# John Dickey

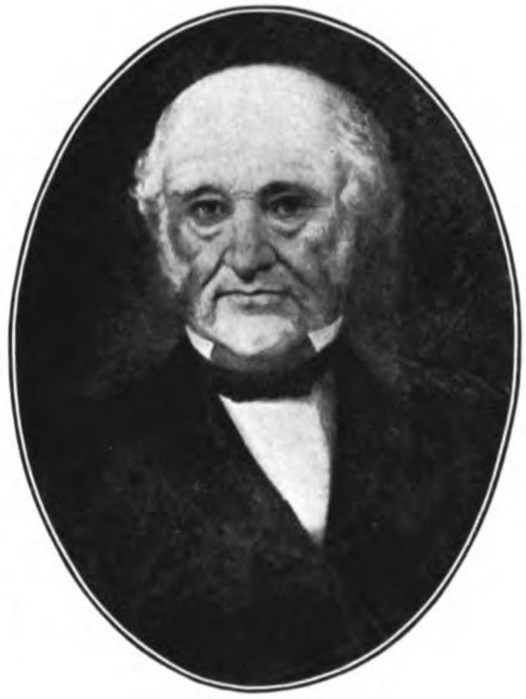
John Dickey

John Dickey (* 23. Juni 1794 in Greensburg, Pennsylvania; † 14. März 1853 in Beaver,  Pennsylvania) war ein US-amerikanischer Politiker. Zwischen 1843 und 1849 vertrat er zwei Mal den Bundesstaat Pennsylvania im US-Repräsentantenhaus.

## Werdegang
John Dickey war der Vater des Kongressabgeordneten Oliver James Dickey (1823–1876). Er besuchte vorbereitende Schulen. Zwischen 1818 und 1821 war er Posthalter in Old Brighton; von 1824 bis 1827 fungierte er als Sheriff im Beaver County. Politisch schloss er sich der in den 1830er Jahren gegründeten Whig Party an. In den Jahren 1835 und 1837 saß er im Senat von Pennsylvania. Bei den Kongresswahlen des Jahres 1842 wurde Dickey im 20. Wahlbezirk seines Staates in das US-Repräsentantenhaus in Washington, D.C. gewählt, wo er am 4. März 1843 die Nachfolge des Demokraten Henry White Beeson antrat. Bis zum 3. März 1845 konnte er zunächst eine Legislaturperiode im Kongress absolvieren. Diese Zeit war von den Spannungen zwischen Präsident John Tyler und den Whigs belastet. Außerdem wurde damals bereits über eine mögliche Annexion der seit 1836 von Mexiko unabhängigen Republik Texas diskutiert.
Bei den Wahlen des Jahres 1846 wurde John Dickey erneut im 20. Distrikt Pennsylvanias den Kongress gewählt, wo er am 4. März 1847 John Hoge Ewing ablöste, der zwei Jahre zuvor sein Nachfolger geworden war. Bis zum 3. März 1849 konnte er eine weitere Amtszeit im US-Repräsentantenhaus verbringen. Diese war anfangs noch von den Ereignissen des Mexikanisch-Amerikanischen Kriegs geprägt. Im Jahr 1852 wurde John Dickey zum US Marshal für den westlichen Bezirk von Pennsylvania ernannt. Diesen Posten bekleidete er bis zu seinem Tod am 14. März 1853 in Beaver.